# Талаш, Манижа
Манижа Талаш (пушту منیژه تلاش‎; род. 22 декабря 2002, Кабул) — афганская би-гёрл. Участница летних Олимпийских игр 2024 года в составе олимпийской сборной беженцев.

## Биография
Родилась в 2002 году и выросла в Кабуле. Открыла для себя брейк-данс в 17 лет благодаря видео на Facebook: «Когда я увидела в интернете видео, где мужчина просто крутится на голове… я сразу сказала себе: „Это то, чем я хочу заниматься в своей жизни!“». Ей удалось связаться с мужчиной, танцевавшим на видео, и присоединиться к кабульскому клубу брейк-данса Superiors Crew, где она стала одной из 56 участников и единственной девушкой.
В прессе охарактеризовали Талаш как «первую женщину, танцующую брейк-данс в Афганистане», после чего она столкнулась со сложностями, поскольку многие афганцы относятся к танцам негативно. Несмотря на сопротивление своей семьи и ряд угроз, она продолжила заниматься брейк-дансом. Её клуб дважды подвергался террористическим атакам, приведшим к гибели нескольких людей. Третье нападение террориста-смертника было предотвращено полицией, после чего клубу было приказано закрыться. Когда позднее Манижу спросили, думала ли она когда-нибудь о том, чтобы остановиться, она ответила: «Для этого я слишком сильно люблю брейк-данс!».
После того, как в августе 2021 года контроль над Афганистаном захватили талибы, танцы, как «неисламские», были объявлены вне закона. Талаш и её младший брат перебрались в Пакистан, где прожили один год, а затем, благодаря помощи индийского журналиста как беженцы смогли переехать в Испанию. Поселившись в Мадриде, она устроилась работать в парикмахерскую и выучила испанский язык. В 2024 году к ним с братом смогла переехать из Афганистана мать.
Долго не могла найти, где заниматься брейк-дансом в Испании. В конце концов через знакомых вышла на олимпийскую команду беженцев, а затем квалифицировалась для участия в летних Олимпийских играх 2024 года, где брейк-данс впервые был представлен в качестве олимпийского соревнования.
На Играх в Париже проиграла в предварительном квалификационном баттле нидерландке Индии Сарджо. Во время своего выступления Талаш продемонстрировала накидку с надписью «Free Afghan Women» (в переводе с англ. — «Освободите афганских женщин»), за что впоследствии была дисквалифицирована. Послание было расценено как политический лозунг, что является нарушением правила 50 Олимпийской хартии.

## Увлечения
Любит красить волосы и работает над линией уличной одежды, вдохновлённой традиционным афганским дизайном.